# Rhacocnemis guttatus
Genre
Espèce
Synonymes
- Sparassus guttatus Blackwall, 1877
- Rhacocnemis elegans Hirst, 1911

Statut de conservation UICN

 LC  : Préoccupation mineure
Rhacocnemis guttatus, unique représentant du genre Rhacocnemis, est une espèce d'araignées aranéomorphes de la famille des Sparassidae.

## Distribution
Cette espèce est endémique des Seychelles.

## Description
La femelle décrite par Saaristo en 2010 mesure 12 mm.

## Systématique et taxinomie
Cette espèce a été décrite sous le protonyme Sparassus guttatus par Blackwall en 1877. Elle est placée dans le genre Rhacocnemis par Simon en 1898.

## Publications originales
- Blackwall, 1877 : « A list of spiders captured in the Seychelle Islands by Professor E. Perceval Wright, M. D., F. L. S.; with descriptions of species supposed to be new to arachnologists. Notes and preface by the Rev. O. P.-Cambridge, M.A., C.M.Z.S., etc. » Proceedings of the Royal Irish Academy, vol. 2, no 3, p. 1-22.
- Simon, 1898 : Histoire naturelle des araignées. Paris, vol. 2, p. 193-380 (texte intégral).